# Xiongnu

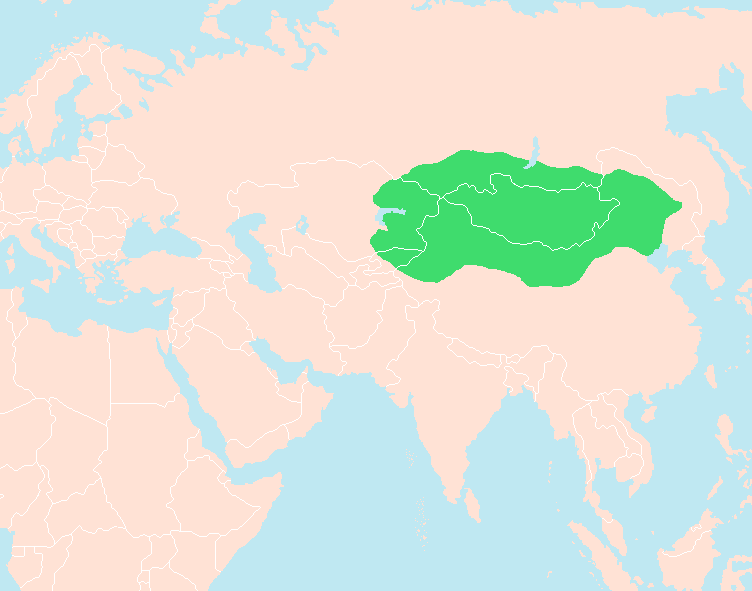
Zasięg konfederacji Xiongnu w II wieku p.n.e.

Xiongnu (chiń. 匈奴) – azjatycki lud koczowniczy i założona przez niego konfederacja koczowniczych plemion, u szczytu potęgi w II i I w. p.n.e. sprawująca zwierzchnictwo nad terenami dzisiejszej Mongolii, południowo-zachodniej Syberii, Azji Środkowej, Mandżurii oraz Mongolii Wewnętrznej, Sinciangu i Gansu. Dyskutowana jest ich tożsamość z Heftalitami oraz z Hunami, którzy najechali Europę w 370 r.

## Historia

### Powstanie i potęga konfederacji Xiongnu
Powstanie Xiongnu wiąże się z szerszym fenomenem narodzin w IV w. p.n.e. klasy elitarnych konnych wojowników zwanych „Hu” na granicach rozszerzających się na północ chińskich państw. Pierwsza wzmianka na temat Xiongnu w źródłach chińskich pochodzi z 318 p.n.e. W IV i III w. p.n.e. Xiongnu zajmowali stepowy region północnej części Ordosu oraz północny zachód wielkiego zakola Huang He. Konfederacja Xiongnu została zdestabilizowana przez ofensywną kampanię zjednoczonych niedawno przez dynastię Qin Chin w 215 p.n.e. Generał Meng Tian ufortyfikował pasterskie tereny Ordosu i wyparł na północ Xiongnu, na których czele stał wówczas shanyu Touman (zm. 209 p.n.e.). Charyzmatyczny następca Toumana, Maodun (209–174 p.n.e.), zjednoczył ponownie Xiongnu i wzmocnił władzę shanyu. Na wschodzie pokonał plemiona Dong Hu, a na zachodzie odwiecznych wrogów Xiongnu, zajmujących terytorium dzisiejszej prowincji Gansu Yuezhi. Wykorzystując wojnę domową po upadku dynastii Qin udało mu się także odbić Ordos, którą to zdobycz przypieczętował zadając upokarzającą klęskę pierwszemu cesarzowi nowej dynastii Han Liu Bangowi (206–195 p.n.e.) w 200 p.n.e. Nie mogąc pokonać Xiongnu, Chińczycy weszli z nimi w system dynastycznych mariaży połączonych z trybutem, nazywany przez nich „heqin” (pokój i koligacja). Militarna dominacja Xiongnu została ugruntowana przez kolejne zwycięstwa nad Yuezhi w 176 i 162 p.n.e. oraz podporządkowanie sobie, przynajmniej nominalnie, większości plemion Azji Środkowej, na czele z Wusunami, oraz państw Kotliny Kaszgarskiej (przez Chińczyków zwanych Regionami Zachodnimi), które podlegały specjalnemu urzędnikowi Xiongnu. Poniesione klęski sprawiły, że większość Yuezhi udała się na zachód, docierając później aż do Baktrii.

### Wojny z Chinami i rozpad konfederacji
System „heqin” przetrwał aż do 134 p.n.e., kiedy sfrustrowany kolejnym żądaniem podwyższenia trybutu cesarz Wu (141–87 p.n.e.) rozpoczął wojnę przeciwko Xiongnu. Ponieśli w niej oni szereg klęsk w 127, 121 i 119 p.n.e. i zostali wyparci na północ, podczas gdy Chińczycy zajęli Gansu, co umożliwiło im ekspansję w kierunku Regionów Zachodnich. Te porażki były rezultatem m.in. wzrastającego regionalizmu Xiongnu. Wraz ze wzrostem konfederacji wzrastała liczba regionalnych królestw, których władcy cieszyli się coraz większą niezależnością, a nawet walczyli z shanyu. W latach 114–60 p.n.e. Xiongnu przeżywali kryzys przywództwa, rządzeni przez siedmiu kolejnych shanyu, z których część była dziećmi, a większość panowała krótko. W tych samych latach musieli oni walczyć z Chinami o Regiony Zachodnie i ostatecznie walkę tę przegrali. W 57 p.n.e. dezintegracja konfederacji doprowadziła do jej podziału pomiędzy pięciu a następnie dwóch shanyu. Jeden z nich, panujący na południu Huhanye (58–31 p.n.e.) zdecydował się zostać wasalem Chin w 51 p.n.e., co pozwoliło mu z chińską pomocą w 36 p.n.e. pokonać swojego dominującego na północy i zachodzie rywala, Zhizhi. Tym samym Xiongnu zostali włączeni w chiński system trybutarny, co przyniosło im wielkie korzyści ekonomiczne, ale ograniczyło ich suwerenność.
Wojna pomiędzy Xiongnu a Chinami wybuchła ponownie podczas panowania Wang Manga (9–23), co było spowodowane zarówno jego urażającymi shanyu gestami dyplomatycznymi jak i poczuciem odbudowy swojej siły przez Xiongnu podczas lat pokoju. Zamieszanie związane z upadkiem Wang Manga shanyu Hudu Er Shi (18–48) wykorzystał do odzyskania Regionów Zachodnich i restauracji potęgi Xiongnu. Regularnie najeżdżał on Chiny i zadał szereg klęsk armii cesarza Guangwu (25–57). Po jego śmierci doszło jednak do walki o sukcesję pomiędzy jego synem Punu (48–?) a kuzynem Bi (48–56), która doprowadziła do podziału Xiongnu na Północnych i Południowych. Ci drudzy byli początkowo znacznie słabsi, toteż w roku 50 Bi zdecydował się złożyć hołd cesarzowi, tak samo jak to niegdyś uczynił Huhanye. Południowi Xiongnu osiedlili się teraz po chińskiej stronie Wielkiego Muru (kwatera shanyu znajdowała się w zachodnim Ordosie) i polegali na chińskiej pomocy ekonomicznej i militarnej. Cesarski urzędnik nadzorował poczynania shanyu Południowych Xiongnu. Z biegiem czasu stosunek sił pomiędzy Południowymi i Północnymi Xiongnu odwrócił się. Podczas gdy Xiongnu na północy, zwłaszcza od lat 70. I wieku, cierpieli wskutek walk wewnętrznych, zarazy i głodu, wspierani przez Chińczyków Południowi Xiongnu mieli znacznie lepsze warunki bytowania. W rezultacie dochodziło do przechodzenia Xiongnu spod władzy shanyu północnego pod władzę shanyu południowego. Jednocześnie podległe Xiongnu plemiona ich konfederacji zaczęły się uniezależniać. W roku 87 zamieszkujący tereny dzisiejszej wschodniej Mongolii i Mandżurii niedawni wasale Północnych Xiongnu, Xianbei, zadali im straszliwą klęskę, zabijając ich shanyu. Wykorzystując sytuację w roku 89 armia złożona z Chińczyków i Południowych Xiongnu dokonała inwazji na północ. Miała ona zdobyć milion sztuk koni i bydła, zabić 13 tys. nieprzyjaciół i przyjąć kapitulację 58 plemion liczących 200 tys. ludzi. Kolejne ataki w 90 i 91 roku sprawiły, że shanyu Północnych Xiongnu wraz z resztą swojego ludu udał się w kierunku doliny Ili. W latach 107–123 Północni Xiongnu na krótko ponownie opanowali Regiony Zachodnie, kiedy Hanowie wycofali się stamtąd z powodów finansowych. Ostatnia wzmianka z roku 153 umieszcza ich na północ od gór Tienszan, po czym zniknęli oni z kart historii.

### Xiongnu w Chinach
Kiedy przy wsparciu Chin Huhanye w 36 p.n.e. pokonał Zhizhi Xiongnu wrócili na północny step i wkrótce odbudowali potęgę swojego państwa. Teraz jednak Południowi Xiongnu nie mogli wrócić na step, ponieważ zajmowali go Xianbei. Dlatego „po I wieku n.e. rozwój Południowych Xiongnu staje się raczej częścią historii Chin, niż Azji Wewnętrznej”. Południowy shanyu zjednoczył wszystkich Xiongnu, jednak pomiędzy dawnymi Xiongnu Południowymi i Północnymi panowała nienawiść i nieufność. W 94 wybuchła rebelia ludzi z północy, a jej przywódcą wkrótce stał się potomek królewskiego rodu z południa, Fenghou. Walka nie była rozstrzygnięta przez wiele lat, do czego przyczynił się wielki bunt Qiangów w 107, który podkopał chińską pozycję na Zachodzie. Dopiero kiedy został on stłumiony w 118 stale naciskany przez Xianbei Fenghou poddał się. Xianbei przejęli większość dawnych terytoriów Północnych Xiongnu i tych ludzi Fenghou, którzy nie chcieli poddać się Chińczykom. Już w 109 shanyu wykorzystał walkę Chin z Qiangami do nieudanego buntu, a lojalność południowych Xiongnu została wystawiona na próbę, kiedy Chińczycy zaczęli w coraz większym stopniu polegać na nich w walce z najazdami Xianbei. W 124 doszło do kolejnego krótkotrwałego buntu, a w 140 zbuntowali się zarówno Xiongnu, jak i Qiangowie. Poniżony przez chińskiego urzędnika za brak kontroli nad swoim ludem shanyu popełnił samobójstwo, a autorytet jego następców był coraz słabszy. Rebelię stłumiono w 143, ale shanyu byli uznawani przez coraz mniejszą liczbę swoich współplemieńców, nawet w regionie Ordosu. Xiongnu pozostali na północy zaczęli nazywać siebie Xianbei.
W 177 połączona armia Hanów i shanyu poniosła wielką klęskę w walce z Xianbei i Xiongnu ostatecznie rozpadli się na szereg niezależnych klanów, z których najważniejszym był Xiuchuge. W 188 podniósł on bunt i zabił shanyu Qiangqu. Jego syn Yufuluo (zm. 195) szukał poparcia u Hanów, jednak wraz ze śmiercią cesarza Linga (168–189) Chiny pogrążyły się w chaosie wojny domowej. Xiuchuge dopiero w 214 poddali się Cao Cao, na którego dworze przebywał syn Yufuluo, Huchuquan. Od tej pory kolejni shanyu przebywali na cesarskim dworze, oddzieleni od swoich ludzi, i stopniowo tracili nad nimi kontrolę. „Tytuł stał się pustą nazwą”. W 216 Cao Cao podzielił Xiongnu na 5 grup, każda z wodzem na czele, i osiedlił je na terenie dzisiejszej prowincji Shanxi. Nadzór nad nimi sprawował chiński dowódca, jednak w okresie Zachodniej dynastii Jin (265–317) urząd ten sprawował już przedstawiciel Xiongnu. Xiongnu zachowali swoją organizację plemienną, jednak ich wodzowie otrzymali chińskie tytuły i zostali włączeni do systemu biurokratycznego. Osiedleni w rejonie rolniczym Xiongnu częściowo porzucili koczownictwo i zaczął wśród nich narastać proces sinizacji.
W latach 265–287 wielu Xiongnu zostało przesiedlonych w pobliże północnej granicy, gdzie mieli wzmocnić obronę wyludnionego regionu. Kolejne rebelie wybuchały w latach 233; w latach 270–280, kiedy Xiongnu walczyli razem z Xianbei w prowincji Liang (dzis. Gansu); potem powstali oni także w roku 292 i 296–299. W 304 wnuk Yufuluo, Liu Yuan (304–310), wykorzystując fakt, że shanyu byli spokrewnieni z dynastią Han poprzez małżeństwa z jej księżniczkami, ogłosił się jej prawowitym dziedzicem, zakładając nową dynastię Han. Wykorzystując wojnę domową w cesarstwie Jin, jego syn, Liu Cong (310–318), w 311 zdobył Luoyang, a w 316 Chang’an, tym samym kończąc historię Zachodniej dynastii Jin. Państwo założone przez Liu Yuana upadło już w roku 329, lecz obalając Jinów dało ono początek nowej epoce w dziejach Chin. Podczas okresu Szesnastu Królestw (304–439) w północnych Chinach panowali koczownicy. Trzy spośród ich późniejszych państw zostały założone przez Xiongnu. Były to Późniejsze Zhao (319–352) z ośrodkiem w Hebei, Północne Liang (397–439) w Gansu i Xia (407–431) w Shaanxi. Jednocześnie Xiongnu ulegali dalszej sinizacji. Po V wieku ich imię nie jest już wspominane w źródłach.

## Xiongnu aHunowie
Język Xiongnu znamy wyłącznie za pośrednictwem źródeł chińskich. Chińska jest sama ich nazwa, mająca silny wydźwięk pejoratywny („dzicy niewolnicy”), a także znane nam tytuły i imiona. Istnieją rozmaite hipotezy na temat języka Xiongnu, który miałby być językiem ałtajskim, irańskim, albo jenisejskim. Najmocniej ugruntowana wydaje się ta ostatnia.
Zgodnie z hipotezą wysuniętą po raz pierwszy przez Josepha de Guignesa w roku 1758 Xiongnu byli przodkami Hunów, którzy pojawili się w Europie w roku 370. W sogdyjskim dokumencie z roku 313 znajdujemy informację, że „Xwn” splądrowali Luoyang, natomiast ze źródeł chińskich wiemy, że byli to Xiongnu. Z kolei Dharmaraksza w swoich przekładach z sanskrytu oddawał „Hūṇa” jako „Xiongnu”. Dla specjalistów od chińskiej fonologii bliskość starożytnej wymowy chińskich znaków, które dzisiaj transkrybujemy jako „Xiongnu” do sogdyjskiego „Xwn”, czy sanskryckiego „Hūṇa”, nie ulega wątpliwości. Przeciwnicy tej koncepcji zauważają jednak, iż termin „Hun” często pełnił rolę generalnego określenia ludów barbarzyńskich. Tak np. Hunami Bizantyńczycy często określali Węgrów lub Turków osmańskich. „Niemcy nie są ani Hunami, ani Xiongnu, chociaż w korespondencji z Franklinem D. Rooseveltem Winston Churchill nazywa ich Hunami. Lud, który zdobył Luoyang w 311, nie może być identyczny z ludem, który walczył z Gotami około sześćdziesiąt lat później”.
Nawet zwolennicy utożsamienia nazw „Xiongnu” i „Hunowie” przyznają, że nie oznacza to, iż Hunowie europejscy są potomkami Xiongnu. Nazwa „Hunowie”, wywodząca się od Xiongnu, mogła bowiem być używana kolejno przez wiele plemion. Należy zatem mówić raczej nie o tym, że europejscy Hunowie są potomkami Xiongnu, lecz iż używając ich imienia chcieli być za takich uważani. W Księdze Wei pod datą 457 znajdujemy zapis zgodnie z którym „dawniej Xiongnu zabili króla (Sogdiany) i zagarnęli jego kraj. Król Huni jest trzecim królem tej linii”. W innym miejscu wspomina ona z kolei o „resztkach potomków Xiongnu” jako zachodnich sąsiadach odłamu Rouran, na północny zachód od Gobi, około 400 n.e. Sugeruje to przetrwanie tożsamości Xiongnu daleko na północy, w miejscu gdzie należało się ich spodziewać po tym, jak większość ich oddziałów przekroczyła Wołgę albo Syr-darię. Z archeologicznego punktu widzenia nie budzi dzisiaj większych wątpliwości fakt wywodzenia się huńskich kotłów z Węgier od kotłów Xiongnu. Co więcej, były one używane i zakopywane w tych samych miejscach, nad brzegami rzek, co dowodzi istnienia kulturalnej ciągłości pomiędzy Xiongnu i Hunami. Według zwolenników istnienia związku pomiędzy Xiongnu a Hunami ci ostatni byli zatem świadomymi sukcesorami tych pierwszych i „autentyczny element Xiongnu prawdopodobnie istniał pośród nich, chociaż prawdopodobnie był w wielkiej mniejszości pośród konglomeratu różnych ludów”.